# ATP Challenger Hamilton
Das ATP Challenger Hamilton (offiziell: Hamilton Challenger) war ein Tennisturnier, das von 2000 bis 2002 jährlich in Hamilton, Neuseeland stattfand. Es gehörte zur ATP Challenger Tour und wurde im Freien auf Hartplatz gespielt.

## Liste der Sieger

### Einzel
| Jahr | Sieger          | Finalgegner     | Ergebnis      |
| ---- | --------------- | --------------- | ------------- |
| 2002 | Brian Vahaly    | Louis Vosloo    | 6:2, 5:7, 6:4 |
| 2001 | Björn Rehnquist | Martin Lee      | 3:6, 6:2, 6:0 |
| 2000 | Michael Joyce   | Gōichi Motomura | 4:6, 6:4, 6:4 |

### Doppel
| Jahr | Sieger                      | Finalgegner                   | Ergebnis  |
| ---- | --------------------------- | ----------------------------- | --------- |
| 2002 | Jaymon Crabb Peter Luczak   | Yves Allegro Justin Bower     | 7:5, 6:4  |
| 2001 | Noam Behr Noam Okun         | Tuomas Ketola Filippo Messori | 7:64, 6:4 |
| 2000 | Neville Godwin Michael Hill | Michael Joyce Jim Thomas      | 7:6, 6:4  |